# مسابقات پنجگانه (فیلم)
مسابقات پنجگانه یا پنتاثلون (به انگلیسی: Pentathlon) یک فیلم اکشن، درام و دلهره‌آور آمریکایی محصول سال ۱۹۹۴ به کارگردانی بروس مالموت با بازی دولف لاندگرن در نقش یک ورزشکار اهل جمهوری دمکراتیک آلمان در بازی‌های المپیک است. این فیلم آخرین کارگردانی بروس مالموت بود.

## داستان
یک دارنده مدل طلای المپیک به آمریکا فرار می‌کند تا آزادی به دست بیاورد. ولی پس از رسیدن به آن جا توسط مربی سابق‌اش مورد آزار قرار می‌گیرد تا این که …